# John D. Rockefeller III.
John Davison Rockefeller III. (New York City, New York, 21. ožujka 1906. – Mount Pleasant, New York, 10. srpnja 1978.), američki filantrop, starješina obitelji Rockefeller od 1960. do smrti.
Bio je najstariji od petero sinova Johna D. Rockefellera ml. († 1960.) i Abigail Greene Aldrich († 1948.). Po završetku studija na Sveučilištu Princeton, priključio se obiteljskom poslu, da bi 1931. godine postao povjerenik Rockefeller zadužbine, Općeg obrazovnog odbora, Instituta za medicinska istraživanja, Kineskog medicinskog odbora i još dvadeset i devet odbora i komiteta.
Služio je u američkoj ratnoj mornarici za vrijeme Drugog svjetskog rata (period 1942. – 1945.), a poslije rata povukao se iz javnosti i posvetio filantropiji. Prikupio je orijentalnu umjetničku zbirku, koju je donirao Azijskom društvu, donirao je sredstva Lincolnovom centru izvedbenih umjetnosti, a njegovo djelovanje bilo je povezano i s radom Indijskog međunarodnog centra u New Delhiju i Međunarodnom japanskom kućom.
Godine 1952. osnovao je Vijeće za populaciju, neprofitnu nevladinu organizaciju, koja se bavi planiranjem obitelji, kojoj je donirao vlastita financijska sredstva.
Njegov sin, John D. Rockefeller IV., ostvario je značajnu političku karijeru u Zapadnoj Virginiji, služeći kao guverner (1976. – 1984.), a potom kao američki senator (1985. – 2015.).